# Падіння дому Ашерів

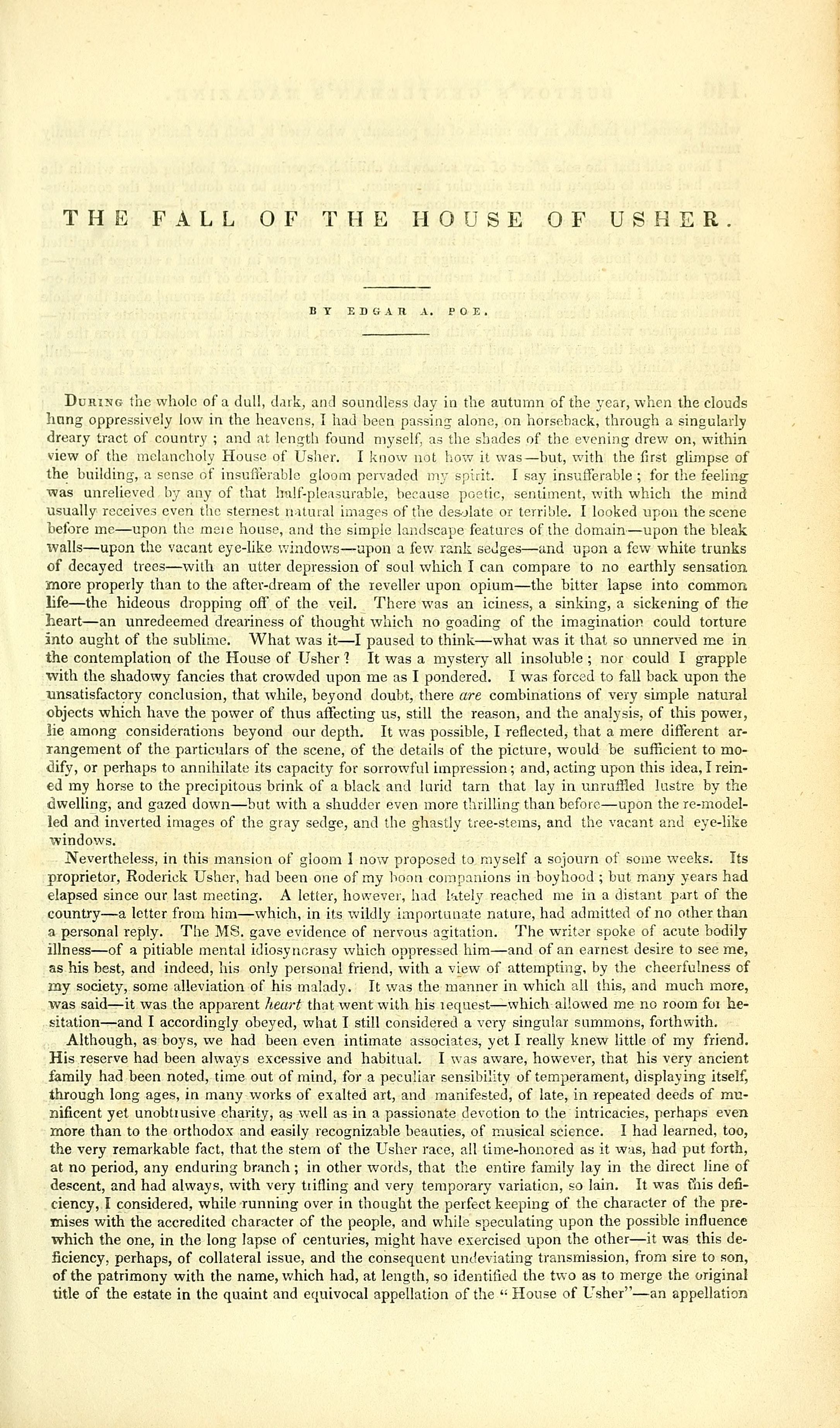
Перша сторінка оповідання в журналі Burton's Gentelmen's Magazine, де воно було вперше опубліковане

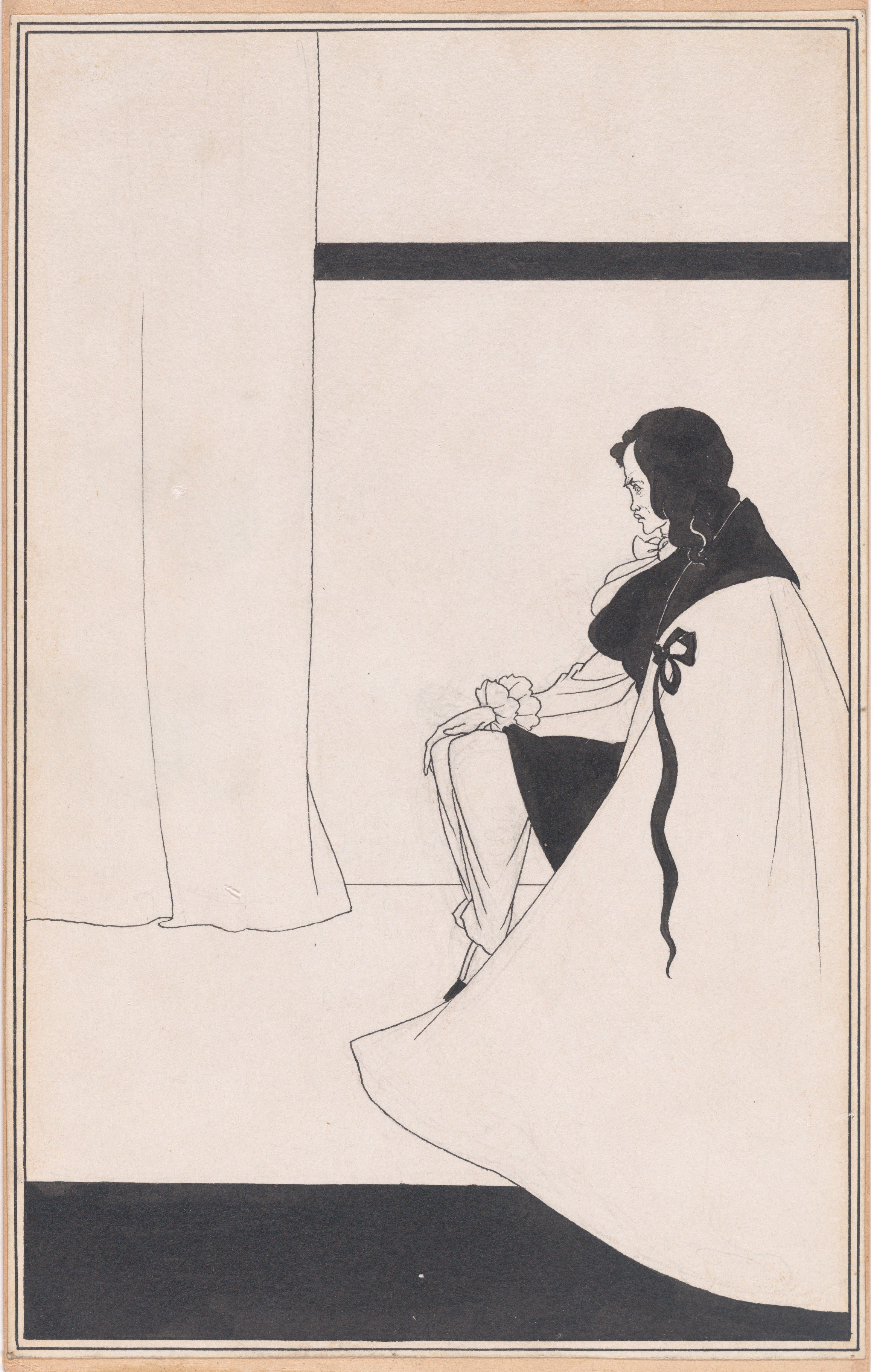
Ілюстрація оповідання від Обрі Бердслі, 1894 рік

«Падіння дому Ашерів» (англ. The Fall of the House of Usher) — оповідання американського письменника Едгара Аллана По, вперше опубліковане в 1839 році в журналі Burton's Gentleman's Magazine. Згодом в дещо переробленому вигляді включене до збірки «Гротески і арабески» (1840). Оповідання написане в жанрі готичної фантастики і зачіпає теми божевілля, сім'ї, ізоляції та метафізичних сутностей.

## Сюжет
Розповідь починається з того, що оповідач, ім'я якого не розкривається, приїздить до маєтку свого друга Родеріка Ашера у віддалену частину країни. Приводом став лист, в якому Родерік скаржиться на хворобу та просить його про допомогу. Прибувши, оповідач помічає тонку тріщину, що тягнеться від даху будинку, вниз по фасаду і до прилягаючого озера.
Виявляється, що сестра Родеріка, Медлін, також хвора і впадає в каталептичні транси. Родерік і Медлін — єдині досі живі члени родини Ашерів.
Оповідач вражений картинами Родеріка і намагається підбадьорити його, читаючи з ним і слухаючи його імпровізовані музичні композиції під гітару. Родерік зізнається оповідачеві, що через кладку будинку та рослинність навколо в нього виникає відчуття, що маєток живий.
Одного разу Родерік повідомляє оповідачеві, що Медлін померла і наполягає на тому, що її тіло потрібно перенести на два тижні до сімейної гробниці, розташованій у будинку, перш ніж її поховають остаточно. Оповідач допомагає Родеріку покласти тіло Медлін у гробницю, після чого розуміє, що Медлін і Родерік близнюки. Протягом наступного тижня Родерік і оповідач відчувають дедалі більше хвилювання.
Приблизно через тиждень починається буря і Родерік приходить до спальні оповідача (яка знаходиться прямо над склепінням будинку) у майже істеричному стані. Він відчиняє навстіж вікна, впускаючи бурю до кімнати та стверджує, що озеро, яке оточує будинок, світиться в темряві схожим чином до того, як він сам зображував його на своїх картинах.
Оповідач намагається заспокоїти Родеріка, читаючи вголос середньовічний роман про лицаря на ім'я Ефелдред. За сюжетом роману, лицар вривається до житла відлюдника, намагаючись врятуватися від бурі, але потрапляє, натомість, в золотий палац під охороною дракона. Події в романі перекликаються зі звуками, які чують оповідач і Родерік у будинку. До них доноситься тріск дошок, коли лицар намагається потрапити у житло, гучні крики, коли в романі описується передсмертна агонія дракона та глухий металевий дзвін, коли на підлогу падає металевий щит у палаці. Спочатку оповідач ігнорує шуми, але Родеріку чимдалі стає гірше. Зрештою Родерік пошепки зізнається, що ці звуки видає його сестра, яку вони поховали заживо.
Двері спальні відчиняються, вони бачать скривавлену та змучену Медлін. В останньому пориві гніву вона нападає на свого брата. Бездиханне тіло Родеріка падає на підлогу, разом з ним помирає і Медлін. Наляканий оповідач тікає з будинку. Покидаючи маєток, він помічає спалах місячного світла позаду. Повернувшись, він бачить місяць через щілину в будинку, яка раптово почала швидко розширятись. Зрештою, дім Ашерів розколюється надвоє, а його уламки тонуть в озері.

## Аналіз
«Падіння дому Ашерів» вважається найкращим прикладом «завершеності» в творах Едгара По, де кожен елемент і деталь пов'язані й доречні.
Руйнація будинку, що символізує руйнування людського тіла, продовжує залишатися характерним елементом у пізніших роботах По.
«Падіння дому Ашерів» демонструє здатність По створювати емоційне напруження у своїх творах, особливо підкреслюючи почуття страху, неминучої загибелі та провини. Ці емоції зосереджені на Родеріку Ашері, який, як і багато персонажів По, страждає від неназваної хвороби. Подібно до оповідача в новелі «Серце виказало», ця хвороба викликає надчутливість Родеріка. Хвороба проявляється фізично, але базується на психічному або навіть моральному стані Родеріка. Припускається, що він хворіє, тому що сам очікує на недуг через історію хвороб його сім'ї, і, отже, по суті є іпохондриком.
Будинок Ашерів відіграє значну роль в історії. Це перший «персонаж», якого оповідач представляє читачеві, при чому людиноподібним описом: його вікна описані як «схожі на очі». Тріщина на ньому символізує занепад сім'ї Ашерів, будинок «гине» разом із нею. Цей зв'язок був підкреслений у вірші Родеріка «Палац з привидами», який ніби є прямим посиланням на будинок, що віщує загибель.
Опіум, який По згадує як у своїй прозі, так і у віршах, згадується в оповіданні двічі. Понуре відчуття, викликане похмурим пейзажем навколо особняка Ашерів, оповідач порівнює з хворобою, спричиненою абстинентним синдромом наркомана від опіатів. Оповідач також описує зовнішність Родеріка Ашера як «непоправного пожирача опіуму».
Хоча немає прямих тверджень, що підтверджують їхні висновки, деякі дослідники вважають, що слова, використані Родеріком для опису своєї сестри, натякають на можливі інцестуальні стосунки між близнюками. Існує думка, що це збочення є справжньою причиною руйнування будинку, а також кінця роду Ашерів.

### Алюзії та цитати
- В епіграфі оповідання автор цитує вірш «Відмова» (фр. Le Refus), написаний в 1831 році французьким піснярем П'єром-Жаном де Беранже:

«Son coeur est un luth suspendu;
Sitot qu'on le touche il resonne». 
Переклад Івана Світличного:
«Душа поета — як струна:
Торкни її — вона рокоче.»
- Оповідач описує одну з музичних композицій Ашера наступними словами: «Серед усього іншого в моїй пам'яті закарбувалося те, як дивно він перекрутив музичну тему несамовитої мелодії „Останнього вальса Вебера“». Тут Едгар Аллан По посилається на популярний фортепіанний твір свого часу, який, хоча і має назву «Останній вальс Вебера», насправді написаний Карлом Готлібом Райссігером[9]. Рукописну копію нот було знайдено серед паперів Вебера після його смерті в 1826 році і твір помилково приписали йому.

- Картини Ашера нагадують оповідачу роботи британського художника швейцарського походження Генрі Фюзелі.

Згадується, що книги Ашера «довгі роки були головною розумовою поживою для хворого [Родеріка Ашера]». Усі назви творів, що згадуються в оповіданні мають реальні відповідники. До найбільш відомих прикладів можна віднести наступні:
- «Бельфеґор» (італ. Belfagor Arcidiavolo) або «Чорт який одружився» (італ. Il demonio che prese moglie) Нікколо Макіавеллі (1469—1527) — сатиричне оповідання, написане між 1518 і 1527 роками, що висміює звичаї Флоренції і вписується в тогочасні антифеміністичні тенденції.
- «Небеса і пекло», повна назва «Про небеса, про світ духів і про пекло» (лат. De Coelo et Ejus Mirabilibus, et de Inferno, et Auditis et Visis) Еммануїла Сведенборга (1688—1772) — філософсько-релігійний містичний трактат, опублікований в 1758 році.
- «Діректоріум Інквізіторум» (лат. Directorium Inquisitorum) Ніколаса Еймеріха (1320—1399) — керівництво для інквізиторів, в якому описувався порядок переслідування та допиту єретиків і відьом, написане в 1376 році та вперше опубліковане в 1503 році в Барселоні. Автора, голову інквізиції Арагонського королівства, було вигнано з країни через надмірну жорстокість, хоча Томас Торквемада вважав, що книга надто мягка. Це була одна з найулюбленіших книг Родеріка Ашера.
- «Місто Сонця» (лат. Civitas Solis) Томмазо Кампанелла (1568—1639) — короткий утопічний твір про теократичне суспільство[10].

## Переклади українською
1. Падіння дому Ашерів // Едґар Аллен По. Вибрані твори. Харків, 1928 (переклад М. Йогансена)
2. Падіння дому Ашерів // 1992 (переклад В. В. Вишневого)

## Екранізації
Падіння дому Ашерів (1928) — німий французький фільм жахів від режисера Жана Епштейна з Маргеріт Ґанс, Жаном Дебюкуром і Шарлем Ламі в головних ролях.
Падіння дому Ашерів (1928) — інший німий фільм того ж року за мотивами оповідання від режисера Джеймса Сіблі Вотсона і Мелвілл Веббер.
Американський режисер Кертіс Гаррінгтон, відданий шанувальник творчості По, зняв дві екранізації оповідання, виконуючи подвійну роль Родеріка та Медлін Ашерів в обох версіях. Першу німу 10-хвилинну адаптацію Гаррінгтон зняв на 8 мм кіноплівку у 1942 році, а другу 36-хвилинну версію під назвою «Ашер» зняв на 35 мм кіноплівку в 2000 році.
Падіння будинку Ашерів (1960) — фільм американського режисера Роджера Кормана. Вінсент Прайс зіграв роль Родеріка Ашера, Мірна Фейхі — Медлін і Марк Деймон — Філіпа Вінтропа, нареченого Медлін. Цей фільм став першим фільмом Кормана у серії його кінокартин, знятих за мотивами творів Едгара Аллана По.
У 1966 році в рамках серії антології жахів «Таємниця та уява» британська телекомпанія ATV створила телевізійну адаптацію оповідання для мережі ITV.
У 1979 році італійський державний канал RAI вільно адаптував оповідання разом з іншими творами По в серії I racconti fantastic di Edgar Allan Poe. Режисером виступив Даніель Д'Анза, Родеріка Ашера зіграв Філіпп Леруа. Музику до фільму написав поп-гурт Pooh.
У 1982 році американська телекомпанія NBC транслювала екранізацію, зняту 1979 року режисером Джеймсом Л. Конвеєм з Мартіном Ландау, Робертом Хейсом, Рейом Волстоном і Шарлін Тілтон в головних ролях.
«Будинок Ашерів» — фільм 2006 року від австралійської режисерки Гейлі Клоуке з Остіном Ніколсом у ролі Родеріка Ашера став осучасненою версією історії.
«Падіння дому Ашерів» (2015) — короткометражний анімаційний фільм, частина «Надзвичайних казок» озвучених Крістофером Лі.
«Падіння дому Ашерів» (2023) — мінісеріал із восьми серій, створений компанією Intrepid Pictures на замовлення Netflix. Режисерами виступили Майк Фленаґан і Майкл Фімоньярі, кожен з яких зняв по чотири епізоди. Вони обоє також були виконавчими продюсерами серіалу.